# Vĩnh Thông, Thái Nguyên
Vĩnh Thông là một xã ở phía bắc của tỉnh Thái Nguyên, Việt Nam.

## Địa lý
Xã Vĩnh Thông có vị trí địa lý:
- Phía đông giáp xã Văn Lang
- Phía tây giáp xã Phủ Thông, xã Cẩm Giàng
- Phía nam giáp xã Côn Minh
- Phía bắc giáp xã Hiệp Lực và xã Văn Lang.

Xã Vĩnh Thông có diện tích 129,55 km², dân số năm 2025 là 4.631 người.

## Lịch sử
Tháng 6 năm 2025, xã Vĩnh Thông được thành lập trên cơ sở nhập toàn bộ diện tích tự nhiên, quy mô dân số của xã Sỹ Bình (diện tích tự nhiên là 27,52 km², dân số là 1.934 người), xã Vũ Muộn (diện tích tự nhiên là 38,59 km², dân số là 1.760 người) và xã Cao Sơn (diện tích tự nhiên là 63,45 km², dân số là 937 người) của huyện Bạch Thông. Trụ sở làm việc của xã nằm tại xã Vũ Muộn cũ.

## Hành chính
Đến năm 2019, xã Sỹ Bình có 11 thôn là Phiêng Bủng, 1A Nà Loạn, 1B Khau Cưởm, 2 Khau Cưởm, Lọ Cặp, Nà Lẹng, 3A Nà Cà, 3B Nà Cà, Nà Phja, Khuổi Đẳng, Pù Cà.
Xã Vũ Muộn có 10 thôn là Khuổi Khoang, Nà Khoang, Đon Quản, Đâng Bun, Tân Lập, Nà Kén, Còi Có, Choóc Vẻn, Tốc Lù, Lủng Siên.
Xã Cao Sơn có sáu thôn là Khau Cà, Thôm Khoan, Thôm Phụ, Lủng Chuông, Lủng Lỳ, Nà Cáy.